# 原田龍二
原田 龍二（はらだ りゅうじ、1970年〈昭和45年〉10月26日 - ）は、日本の俳優、YouTuber、司会者、タレント、作家、ブロガー、元歌手。
株式会社ブロー所属。
本名は平井 雅章（ひらい まさあき）。東京都足立区出身。血液型はA型。聖学院大学中退。
埼玉県さいたま市在住。妻はタレントの原田愛。息子はYouTuberの平井一徹。弟は俳優の本宮泰風。義妹はタレントの松本明子。

## 概要
俳優としては『水戸黄門』で「佐々木助三郎」役を演じたのが特に有名である。温泉や神秘的なことが大好きなため、別名「温泉俳優」、「ミステリーチェイサー」と言われている。
原田自身が幽霊を追い求めている事から自らを「ゴーストハンター原田」と名乗ったり
、フェイクドキュメンタリーシリーズを作ったりする事から「俳YouTuber」とも名乗っている。YouTuberとしては心霊系YouTubeチャンネル『原田龍二の「ニンゲンTV」』のリーダーとしても活動している。

## 略歴
- 1970年 - 10月、東京都足立区に生まれる[2]。
- 1972年 - 2月、弟（本宮泰風）が生まれる[32]。
- 1977年 - 4月、足立区立渕江第一小学校入学[33]。
- 1983年 - 3月、足立区立渕江第一小学校卒業[33]。4月、台東区立御徒町台東中学校入学[34]。
- 1986年 - 3月、台東区立御徒町台東中学校卒業[35]。4月、聖学院高等学校入学[11]。
- 1989年 - 3月、聖学院高等学校を卒業し、足立区からさいたま市へ引っ越す[36]。4月、聖学院大学に入学[11]。渋谷の古着屋でアルバイトを始める（芸能関係の仕事をするまで働いていた）[37]。
- 1990年 - 渋谷で芸能事務所からスカウトされる[38]。第3回「ジュノン・スーパーボーイ・コンテスト」準グランプリ受賞[18]。聖学院大学を中退[11]。
- 1991年 - 芸能界デビューのための準備を本格的に開始[2]。
- 1992年 - ドラマ『キライじゃないぜ』（TBS系）で芸能界デビュー[11]。テレビ朝日の音楽番組『ミュージックステーション』で、音楽番組に初出演[39]。
- 1993年 - 3月、シングル『Good-bye My Generation』で歌手デビュー[9]。4月、自身初のアルバム『調和の鎖』を出す[40]。ドラマ『彼女の嫌いな彼女』（日本テレビ）に出演[41]。9月、自身初の写真集『原田龍二セーターを着る』を出す[42]。シングル『Hometown』を出す[9]。
- 1994年 - 映画『河童』で映画初出演[43]。5月、シングル『ずっと変わらず』を出す[9]。6月、写真集『光と影―原田龍二写真集』を出す[44]。11月、アルバム『RUMBLE #234』を出す[40]。また、この年に弟の本宮泰風が芸能界デビューする[14]。
- 1995年 - 5月、シングル『ヤングブラッズ』を出す[9]。6月、TBS系の旅番組『世界ウルルン滞在記』で旅番組に初出演[45]。8月、映画『汚い奴』で映画初主演[46]。11月、映画『日本一短い「母」への手紙』に出演[47]。
- 1996年 - 映画『日本一短い「母」への手紙』で第19回日本アカデミー賞新人俳優賞受賞[17]。ドラマ『グッドラック』に出演[48]。
- 1997年 - ドラマ『南町奉行事件帖 怒れ!求馬』（TBS系）でドラマ初主演[49]。
- 1998年 - フジテレビのバラエティ番組『松ごっつ』でバラエティ初出演[50]。Vシネマ『ワル外伝』でVシネマに初出演し、弟の本宮泰風と初共演[51]。この年、弟の本宮が結婚し、松本明子が義妹となる[15]。11月、映画『時雨の記』に出演[52]。
- 1999年 - Vシネマ『野望の軍団』でVシネマ初主演[53]。ドラマ『舞妓さんは名探偵!』（テレビ朝日）に出演[54]。
- 2000年 - 弟の本宮泰風と義妹の松本明子の間に一男が生まれ、甥が出来る[15]。7月、ドラマ『OLヴィジュアル系』（テレビ朝日）に出演。その後、全シリーズにも出演し、主演：鈴木紗理奈演じる整形美人OLが憧れる上司「関口隆太郎」の役を熱演[55]。
- 2001年 - 3歳年下の鎌江愛（現在の芸名は原田愛）と結婚[27]。映画『ホタル』に出演[56]。
- 2002年 - NHKの大河ドラマ『利家とまつ〜加賀百万石物語〜』に「石田三成」の役で大河ドラマ初出演[57]。10月、長男誕生[58]。
- 2003年 - ドラマ『水戸黄門』（TBS系）に5代目「佐々木助三郎」の役でレギュラー出演[59]。京都へ引っ越す[60]。
- 2004年 - ドラマ『相棒』（テレビ朝日）に「陣川公平」役で出演[61]。
- 2005年 - 映画『近江聖人 中江藤樹』に「中江藤樹」役で出演[62]。7月、舞台『新撰組余聞　花かんざし』で舞台初出演[63]。
- 2006年 - 4月、長女誕生[64]。9月、東映太秦映画村でテレビCM初出演[65]。11月、ドラマ『仕掛人・藤枝梅安』（フジテレビ）に出演[66]。
- 2007年 - ドラマ『相棒』（テレビ朝日）に「陣川公平」役で3シリーズぶりに出演。その後のシリーズでもたびたび出演している[67]。6月、舞台『水戸黄門』に出演[68]。
- 2008年 - 映画『相棒』に出演[69]。
- 2009年 - 12月、舞台『最後の忠臣蔵』に出演[10]。
- 2010年 - 映画『交渉人 THE MOVIE タイムリミット高度10,000mの頭脳戦』に出演[70]。ドラマ『水戸黄門』（TBS系）の5代目「佐々木助三郎」の役を7年間やりきり交代[71]。さいたま市へ引っ越しをして戻ってくる[72]。
- 2011年 - 舞台『大奥』に出演[73]。
- 2012年 - ドラマ『特命おばさん検事! 花村絢乃の事件ファイル』（テレビ東京）に出演し、その後の全シリーズに出演[74]。
- 2013年 - 舞台『水戸黄門』に出演[75]。9月、アメーバブログでブロガーとして『BRO. 原田龍二オフィシャルブログ』の活動開始[8]。
- 2014年 - 映画『キカイダー REBOOT』に「服部半平」役で出演[76]。
- 2015年 - Vシネマ『破門組』で主演[77]。舞台『山村美紗サスペンス　京都都大路迷宮の恋めぐり』に出演[78]。
- 2016年 - Vシネマ『仁義のはらわた』に出演[79]。日本テレビのバラエティ番組『ダウンタウンのガキの使いやあらへんで! 笑ってはいけないシリーズ』にアキラ100%と共に出演し、「丸腰デカ」として全裸で「おぼん芸」を披露（その後2018年まで出演）[30]。
- 2017年 - Vシネマ『極道天下布武』に出演[80]。4月よりTOKYO MXテレビのワイドショー番組『5時に夢中!』に金曜日のMCに抜擢される[81]。5月、ドラマ『残酷な観客達』（日本テレビ）に出演[82]。12月、日本テレビのバラエティ番組『ダウンタウンのガキの使いやあらへんで! 笑ってはいけないシリーズ』で袴田吉彦と共に「変態仮面」の格好をして話題を呼ぶ[83]。
- 2018年 - Vシネマ『我王伝』で主演[84]。3月、フジテレビのバラエティ番組『世界の何だコレ!?ミステリー』にスタジオゲストとして出演し、4月より原田が座敷わらし調査のロケを行うシリーズが開始され、その後不定期にVTR出演する[20]。10月、自身の写真集『蜜愛』、『情愛』、『純愛』、『渴愛』を出す[85][86][87][88]。11月、写真集『一湯入魂』を出す[89]。
- 2019年 - 舞台『とんち尼将軍 一休ねえさん』に出演[90]。4月よりラジオ『DAYS』の水曜パーソナリティに抜擢[91]。7月、図鑑本『ミステリ－チェイサ－原田龍二の謎のいきものＵＭＡ大図鑑』を出す[20]。10月、長澤知之のシングル『ムー』のミュージック・ビデオでMV初出演[92]。
- 2020年 - 舞台『スマホを落としただけなのに』に出演[93]。5月より自身のYouTubeチャンネル『原田龍二の湯〜チューブ！』を開設。入浴を楽しむ動画の投稿を開始[5]。6月から『原田龍二アワー「はだかいっかん！」』に2020年9月1日配信までMCとして参加[94][95]。
- 2021年 - 1月、舞台『よみがえる明治座東京喜劇 こちとら大奥様だぜぃ!』に出演[96]。2月、自身のYouTubeチャンネルの名前を『原田龍二の「ニンゲンTV」』にリニューアル。4月から入浴をテーマにしたほのぼの系のYouTube動画から一転し、心霊スポット探索のYouTube動画を開始。さまざまな心霊系YouTuberとのコラボレーション動画撮影など始める[97]。TOKYO MXテレビのワイドショー番組『バラいろダンディ』の金曜日MCに抜擢される[98]。6月、妻の愛は結婚を機に芸能活動から身を引いていたが、以前より原田が出演している山本漢方製薬「大麦若葉」のCMに出演。妻との共演は『キライじゃないぜ』以来、29年ぶりとなる[99]。愛はその後、夫の芸名に合わせて原田愛の芸名で芸能活動を再開した[12]。8月、YouTubeチャンネル『原田龍二の「ニンゲンTV」』で抜刀道家の阿部吉宏[100]と心霊スポットを旅する『最恐心霊旅シリーズ』を開始[101]。12月には自身のYouTubeチャンネル『原田龍二の「ニンゲンTV」』のチャンネル登録者数が10万人に達した[102]。
- 2022年 - 映画『太陽とボレロ』に出演[103]。6月、小説『精霊たちのブルース』で、小説家デビューを果たす[104]。7月、『月刊ムー』創刊500号記念イベント『ムー民感謝祭』のメインMCに抜擢された[105]。8月、『ニンゲンTV』のメンバーとして阿部吉宏と共にテレビユー山形の旅番組『原田龍二の山形はらだくさい話』に出演。『ニンゲンTV』としては地上波放送への初出演となった[106]。
- 2023年 - 1月、舞台『笑う門には福来・る祭 明治座でどうな・る家康』に出演した[107]。4月、ドラマ『僕らの食卓』（TBS系）に出演[108]。10月、原田のYouTubeのセカンドチャンネル「原田龍二」でも動画投稿を始めた[109]。
- 2024年 - 2月、映画『一月の声に歓びを刻め』に出演[110]。3月、舞台『水戸黄門』に出演[111]。6月、バンテリンドームで行われたプロ野球の試合「中日ドラゴンズ対広島東洋カープ」の始球式に登板した[112]。

- 2025年 - 8月、映画『ハオト』に主演として出演した[113]。

## 人物

### 仕事
- 芸能関係の仕事に関して基本NG無しでどんな仕事でも引き受ける[114]。
- 俳優の仕事以外にもバラエティ・旅番組への出演も多く、原田自ら「温泉俳優」と称して日本各地の温泉を巡って入浴するシーンが多い[115]。さらに、『ダウンタウンのガキの使いやあらへんで! 笑ってはいけないシリーズ』への出演以来、「裸キャラ」が定着した[30]。
- 音楽に関してはモンゴルの歌唱法のホーミーが得意である。若い頃、ゴスペル歌手の亀渕友香からボイストレーニングを受けており、「歌以外にも精神的なことを学んだというか、振り返ってみると、僕にとって最初の恩師が亀渕先生だったかもしれません。」と語るほど尊敬している[116]。
- 温泉番組の入浴では、施設のルールやマナーを重んじ、撮影時でも”下腹部にタオルを巻いたまま湯舟に入らない”という拘りが有る[117]。
- 仕事のロケ先やプライベートでも食べ物が出されたら断らずに全部食べることにしている[118]。
- 座敷童子や精霊などの目に見えない存在達も大好きで、テレビ番組でもそういった存在達を探すコーナーを担当している。そのため「ミステリーチェイサー」とも呼ばれている[20]。また、YouTuberとして心霊系チャンネルをするようになってからは自らを「ゴーストハンター原田」と名乗っている[21]。
- 自身のYouTubeチャンネルでモキュメンタリーシリーズを作ったりする事から「俳YouTuber」とも名乗っている[22]。

### 趣味
- 神社や仏閣巡りが好きで、さいたま市内の大宮氷川神社[119]、氷川女体神社[120]、鷲神社[121]、熊野神社[122]、三崎稲荷大明神[123]、上野田氷川神社[124]、大白天神社[125]、水神社[126]、浦和不動尊[127]、阿夫利神社[128]、中山神社[129]、附島氷川女体神社[130]、頭先稲荷大明神[131]、川口市内の柳崎氷川神社[132]などの神社仏閣にほぼ毎日参拝しに行っている[133]。
- オカルト系も大好きで、「『月刊ムー』は異次元への扉を開いてくれる唯一無二の存在なんです！」と語るほどの『月刊ムー』のファンで、子どもの頃から今も愛読している[134]。
- スポーツ観戦は格闘技、プロレス、息子の影響でサッカーもよく見ている[135]。
- 小学生の時からのジーンズ愛好家で、いつかベストジーニスト賞を受賞したいと思っている[136]。
- 大の和菓子好きで、特にこし餡に目がない[137]。
- お笑いも好きでよく『ドリフ大爆笑』を見ており、ザ・ドリフターズの大ファンだった[138]。
- 好きな映画は『イージーライダー』[139]。
- 自動車は頻繁に運転しているが、母親から「バイクだけは（危険なので）乗っちゃダメ」と言われたため、バイクには乗らないことにしている[140]。

### スポーツ
- 小学校時代は剣道、中学校時代は走幅跳、高校時代は空手をやっていた[135]。
- 自然の中でのサイクリングとランニングが趣味で暇があれば走っている。また、自分の時間を大切にしており、「僕は人と遊ぶ時間があったら自分の時間に費やしたい。この「自分の時間」には家族といる時間も含まれます。家族と過ごしたり、掃除をしたり、自分の感性を刺激するために走ったり……僕、自分に一番、興味があるんですよね。みんな「つるむ」ことで安心感を得ている面もあると思うんです。それは別にいらないので。人との交流は大事なことだけど、ある意味ではずっと尖っていたい。」と明かしている[141]。
- 野球未経験ながら2024年にプロ野球の試合の始球式に登板した際のストレートの球速は91km/hを記録した[112]。

### 家族・親族
- 父は元会社員、母は専業主婦だった。幼少期は祖父母、両親、自分、弟の6人で暮らしていた[142]。
- 妻はタレントでブロガーの原田愛[27]。息子はYouTuberの平井一徹[13]。
- 弟は俳優の本宮泰風。その妻でタレントの松本明子は義妹になるが、年上なので、「姉さん」と呼んでいる[28]。2000年に本宮と松本の間に一男が生まれ、甥が出来る[15]。
- 2002年10月に生まれた長男（平井一徹）に続き[58]、2006年4月、第二子となる長女が誕生し、一男一女の父親となる[64]。また、長男の平井一徹は高校卒業後、アメリカへ留学している[143]。

## エピソード
- ある番組で「ケンカは丸腰でしかやらない」「暴走族相手にも素手で応戦」「手に（相手の）歯が刺さっていた」と武勇伝を紹介された原田は「こんなこともあったという話です。ほんの氷山の一角です」と事実だと認め、「ケンカが強いってわけじゃないですけど、ケンカが好きな時期があって。カッコ良く言うと、今だから話せるんですけど、弱い者イジメしてる不良とかもいるじゃないですか、それを退治するのが（目的）。見ていられないんですよね。今、街中でもそうですけど、たまたまそういうところには出くわしてないですが、出くわしたら絶対、今でも（闘う）」と発言した[144]。
- 学生時代は徒党を組むのが嫌いで、弟（本宮泰風）も同じ考えだったため、兄弟だけでいつも一緒にいた[145]。
- 大学生の時に渋谷で芸能事務所からスカウトされた際、何度も断っていたが、母親からチャンスだと諭され、弟のためにも実験台になるつもりで芸能界に入ることを決断した[145]。
- 事務所に所属しても最初はやる気がゼロで、その後も仕事をしながら「辞めよう」とずっと思っていたが、俳優の陣内孝則などと仕事をして「こんなカッコいい人いるんだ。捨てたもんじゃないな、芸能界！」と思い、演じることに興味が出てきて俳優の仕事に対してやる気なった。原田自身は「ただ、僕はカッコイイって言われちゃうと、自分ではカッコよくないと思ってるから照れ臭いんですよね。だから「面白いね」とか、「バカな人ですね」って言われた方が嬉しいんですけど……。」と明かしている。また、さらに思いを変えたのが、旅番組の『世界ウルルン滞在記』でスリランカや、アフリカ、モンゴルなど、電気もガスも水道もないところへ行き、まるで違った文化や人の心に触れるうちに、もっといろんな人に出会って、いろんな場所に行って、いろんな正解を求めて生きていきたいと思うようになったことも語った[145]。別のインタビューでも『ウルルン』での旅の経験で「現地の人たちが裸で過ごして、生きるために森に入って必死に狩りをしているようなジャングルに行くと、“人間らしく生きるってこういうことだよな”、“カッコいいな”と思ったり、価値観を覆すような出来事ばかり。できないことがあったっていいし、驚いたり、泣いたりと素直な今の自分をさらけ出すことも、全然カッコ悪いことじゃないんだと思った」「それからはカメラの前でも、いろいろな感情表現ができるようになった」と視野を広げたことで役者としても変化したことを明かしている[146]。
- 仕事に対しての考えも「人間、どんなに生きても100歳くらいですよね。そう考えると、お金や名声に執着してもしょうがない。その瞬間瞬間を一生懸命に、楽しく生きることにこそ、意味がある。毎日必死に、悔いのないように生きなくちゃ。常に真剣勝負」と思いを巡らせながら、「仕事に関しては、頂いたものにきちんと応えたいし、それ以上のもので返したい。原田龍二ともう一度仕事をしたいと思ってもらいたいし、そのためにも一生懸命やることが大事だと感じています。“これはローカル番組だから手を抜いていい”なんてことは、絶対にない。なんだって誰かが見ているし、そうやっていくことが絶対に次につながっていく。それは、この仕事の方程式だと思います」と語り、「とにかく一生懸命にやること。一生懸命にやることが次につながる」をモットーにしている[147]。
- インタビューで「お仕事をされる際に意識していることはありますか？」と質問された際、「う～ん。実は僕は役者が一番楽だと感じているんです。冗談ではなくて、大変なのは現場のスタッフの方たちなんじゃないかと。だって、役者は照明を当ててもらえなければ、顔は真っ暗ですし、音声さんに声を拾ってもらえなければセリフも聞こえないわけでしょ？ いろいろとやってもらって、はじめて成立する立場なわけです。だからスタッフを大切にしようという気持ちは常にもっています。あと、ファンの存在もありがたいです。応援していただいているからこそ、今の立場でいられる。そういう感謝の気持ちを忘れないようにしていますね。」と答え、スタッフなどの裏方やファンを大切にしている[148]。
- 原田が初めて行った『ウルルン滞在記』のロケで、自身が死にかけたエピソードがある。スリランカでカツオ釣りの名人の家に居候して、一緒にインド洋でカツオの一本釣りをする企画に参加した。天気は晴天で、原田と名人が乗った船は木をくりぬいたような簡素な船でエンジンもなかった。その船をカメラマンのスタッフなどが乗ったエンジン付きの大きい船が、ロープでつないで牽引する、という形で漁場に向かった。出発して2時間くらい経ったころ、突然、暴風雨になり、目の前がほとんど見えないぐらいの雨風で、ジェットコースターのように船が上下し、そのシチュエーションの中でロープが切れ、どんどん流されて行ってしまった。大きな船に乗っているディレクターの声もだんだん聞こえなくなって、原田がパッと振り返って名人を見たら、名人は頭を抱えてしゃがみこんでしまい、それを見た瞬間、「あぁ、もうダメだな。陸地から2時間かけた海の上で助かるわけがない。俺の24年の人生、最後はインド洋かぁ。」とそう諦観したら不思議と恐怖心が収まって妙に落ち着き、意識を失った。気づいたら知らない港に着岸しており、2人とも助かった。原田は「何で助かったのか分かりません。スタート地点からは2時間の遠洋でも、着岸した陸地からはそんなに遠く離れてなかったのかなぁとは推測しますが……真相は分からない。だから、僕はそこで死ねない定めだったんじゃないかなって。」と当時のことをインタビューで語っている[149]。
- 自身がYouTuberとして心霊チャンネルをやっている理由も明かしており「日本人が霊的な存在をなぜ怖がるのかというと、生と死の距離が遠いからだと思うんです。僕もお墓参りに行きますが、その瞬間しか亡くなった人を思い出さないのは寂しいですよね。日本だと法事のときなど、親戚が集まったときに話すぐらいじゃないですか。もっと普段から亡くなった人について話をしてもいいような気はします。そういう会話をしてきていないから、みんな“死”が怖い。心構えができていないところに急に訪れるから、恐れてしまう。アンガ族やヤノマミ族、バリ島の人々のように、もっと死が身近で日常的なものであれば、怖がる必要なんてないんです。僕が心霊スポットを訪れるのは、死への準備というか、死んだ後の予習でもあるんです。もっと死を考えていたいし、死を身近に感じていたい。あくまで僕の見解ですが、死んでからは永遠の時間が続くと思うんです。僕らが生きてきた時間よりも長い時間が流れている。いや、もしかしたら時間という概念はないのかもしれませんが、死んでからのほうが長いのであれば、生きている間もそのことを考えたいという思いがあります。」とインタビューに答えている[150]。
- 心霊体験もしており、2022年6月、神奈川県横須賀市にある刑場跡地に自身のYouTubeチャンネルの撮影のために行った際の出来事で、深夜0時頃、刑場跡地の（おそらく処刑が行われていた場所にある）ベンチに原田が座った際に突然背中に刀で斬られたような激痛が走るなど、しばらくその場から動けなくなる心霊現象が起きた。その後、お祓いを受けると痛みがなくなったという[151]。

### ヤノマミ族との関係
原田は「僕がミステリーの世界を信じるきっかけとなり、現在の仕事に導いてくれたのは、ヤノマミ族との出会いがあったからと言っても過言ではありません。」と語るなどヤノマミ族から大きな影響を受けた。
原田がヤノマミ族の存在を初めて知ったのは、1995年にドキュメンタリー番組のロケで1ヶ月間ブラジルに滞在していた時に、コーディネーターからベネズエラのジャングルに「ヤノマミ族」というおもしろい人たちがいると教えてもらい、そこから原田はなぜかずっと心を奪われ、彼らに関する本などを読み漁った。そして5年後の2000年、旅番組で海外ロケに行く予定だったが、その国が情勢不安のため渡航中止となり、代替案として急遽ヤノマミ族を訪ねるという予定に変更になった。
ヤノマミ族の住む場所に行くのは非常に困難で、飛行機、セスナ、ヘリを2回乗り継ぎやっと到着した。原田の数多く経験した海外ロケの中でも特に過酷な旅となった。やっとのことでヤノマミ族の住む地域に到着しても、緊張は解けず、原田はいつ殺されるか分からない状況だったが、「彼らに会いたい」という気持ちがとても強く、それが通じたのか、ヤノマミ族から原田がびっくりするくらいすぐに歓迎してくれた。毎朝起きると原田の手をひいて顔にメイクを施してくれたり、一緒に狩りに行ったり、子どもたちと遊んだり。まるで遠くに行っていた同じ部族の人間が村に戻って来たかのように、原田とずっと一緒にいてくれた。原田は「あれほど人と人のつながりを密に感じたのは、後にも先にもないかもしれません。」と当時の心境を語った。
ロケの最終日の夜、ヤノマミ族の酋長と話をする中で「ヤノマミ族はどこからきたのか？」という一族の歴史について話を聞くと「昔3人の戦士がいて、ある満月の夜、その戦士たちが月に向かって弓を放ち始めた。一人目の戦士の矢は外れた。2人目の戦士の矢は月をかすめた。そして3人目の戦士が挑戦をすると見事に矢が満月に突き刺さり、そこから血が滴り、地上に落ちた血がヤノマミ族となった」と話し、そして最後に、酋長から「原田、お前はその3人目の戦士だ。ここに残れ。帰るな」と言われた。当時のことを原田は「そういわれても、普通だったら「は？」とリアクションしてしまったと思います。でもその時、僕はまったく違和感を持たなかったんです。それくらい彼らと僕の間には密度の濃いつながりがあった。彼らに別れを告げる時、彼らは全員号泣し、僕も涙が止まりませんでした。彼らは今どうしているのだろう、と時々ふと思います。あれから多くの月日が流れ、精霊として天に戻った仲間もたくさんいるかもしれません。近代文明が入り込み、ヤノマミ族としての文化が失われつつあるかもしれません。消えつつある人々だとしても、あの出会いが自分の人生観を変えたのは確かですし、いまでもヤノマミ族とのつながりを感じずにいられません。そして僕は自分がヤノマミ族の戦士だったことを確信しています。今でも月を見ると、なぜだか郷愁にかられるというか、恋しい気持ちが湧いてきますから。」と語った。また、原田は当時経験したことをもとにした小説も執筆している。

## 原田龍二の「ニンゲンTV」

### 来歴
2020年5月、原田が自身のYouTubeのメインチャンネル『原田龍二の湯〜チューブ!』を開設。原田、天野、森、小山のメンバーでの入浴をテーマにしたチャンネルで、「原田龍二のリモート風呂」シリーズの動画を投稿する。12月、「原田龍二の「ひとり湯」」シリーズを投稿する。
2021年4月から心霊系YouTubeチャンネルへリニューアルし、「原田龍二のホラー・心霊」シリーズを開始。メインチャンネルの名前も「原田龍二の「ニンゲンTV」」に変わった。2021年5月、石井がメンバーに加入した。2021年8月、心霊シリーズの名前が「原田龍二のホラー・心霊」から「最恐心霊旅」に変わった。また、阿部がメンバーに加入した。2021年12月、『原田龍二の「ニンゲンTV」』のチャンネル登録者数が10万人に到達。
2022年8月、原田と阿部が『ニンゲンTV』のメンバーとしてテレビユー山形の旅番組『原田龍二の山形はらだくさい話』に出演。2022年11月、公式サイト「伝説の霊湯 神の湯」を開設し、『ニンゲンTV』初のグッズとなる温泉の素「神の湯」を期間限定で発売。この入浴剤は、原田、天野、森、本多（『ニンゲンTV』商品開発担当）が開発した。
2023年2月、「神の湯」の申し込み受付終了後、発表した量よりも少ないことが分かり、申込者全員に全額返金。さらに原田が全額負担し、申込者全員に無料で「神の湯」を配布した。2023年3月、『ニンゲンTV』のYouTubeメンバーシップを開始。『ニンゲンTV』のチャンネル登録者数が20万人に到達。同月、渡部がメンバーに加入。2023年5月、心霊をテーマにした「フェイクドキュメンタリー」シリーズを開始したが、事前に視聴者に「フェイクドキュメンタリー」だという告知も無く、原田が過去に心霊のやらせは絶対にやらないことを話していた中で、ノンフィクションの心霊検証を行なっている動画のみを配信していたメインチャンネル『原田龍二の「ニンゲンTV」』で突然、心霊ドラマを配信してしまい、沢山の批判コメントがリーダーの原田へ届き、チャンネル登録者が減るなど、原田自身、YouTuberとして初の炎上を経験した。この炎上に関して、視聴者から「ガチ心霊路線で今まで配信してきたのだから、フィクションをやるならあらかじめ視聴者に知らせるか、サブチャンネルで配信して欲しい」などの意見を受け、『ニンゲンTV』のリーダーおよび全責任者である原田が、『ニンゲンTV』の生配信と自身のブログで「フェイクドキュメンタリー」を配信するにあたっての改善点や反省点があったことを認め、視聴者に謝罪をした。2023年6月16日、前年の11月に期間限定で発売した『ニンゲンTV』の公式グッズ「神の湯」を期間限定で再販した。2023年6月20日、『ニンゲンTV』の生配信にて、初の『ニンゲンTV』のイベントを開催することを発表した。2023年7月7日の動画で、7月30日に池袋HUMAXシネマズで、「原⽥⿓⼆のニンゲンTV ファン感謝祭」を2部構成で開催することと、イベントチケットの販売を開始することを発表した。2023年7月14日、「原⽥⿓⼆のニンゲンTV ファン感謝祭」のチケットが完売したことを報告した。2023年7月30日、池袋HUMAXシネマズで『ニンゲンTV』初のイベント「原⽥⿓⼆のニンゲンTV ファン感謝祭」を開催した。2023年9月、新田が加入。2023年10月、『ニンゲンTV』の新たな公式サイト「神の吐息　ニンゲンTV」を開設し、公式グッズのお香「神の吐息」を期間限定で発売。原田と阿部がお香の専門家と協力し開発した。同月、『ニンゲンTV』の女性新メンバーの募集を開始。また同日から、原田のYouTubeのセカンドチャンネル『原田龍二』で動画投稿も開始した。同月、数十人の女性新メンバー候補が『ニンゲンTV』のオーディション（審査員は原田、天野、森、阿部）を受け、超時空さをぴ、澄田綾乃、Irohaの3名が一次審査を通過した。2023年11月、さをぴ、澄田、Irohaの3名全員が最終審査を通過し、新メンバーとして加入した。同月、新メンバー3人の加入に伴い、多くの視聴者から心臓病を患っている阿部への負担を心配する意見がリーダーの原田に沢山寄せられた。これにより、『ニンゲンTV』のチャンネル登録者数が減り、原田自身、YouTuberとしては2度目の炎上を経験した。こうした状況の中、阿部からも人数制限をして欲しい事を『ニンゲンTV』のリーダーおよび全責任者の原田にお願いをし、原田がそれを熟考し了承した。その後の動画で、原田が視聴者や阿部に対して謝罪をし、今後のシリーズ（撮影を終えている宮城編2・青森編「境域の東北編」後）から心霊スポットへの探索に行くメンバーの人数制限を設ける事を正式に発表した。同月、心霊スポット探索で訪れた箇所が、日本全国47都道府県の内、24ヶ所目に到達。これにより巡った都道府県数が半分を超えた。
2024年2月、原田、森、阿部が『ニンゲンTV』のメンバーとしてフジテレビのバラエティ番組の『オドオド×ハラハラ』に出演。番組で『ニンゲンTV』の特集が紹介された。同月、原田、天野、阿部を中心とした『ニンゲンTV』のアパレルブランド「ニンゲンTVアパレル」を開始。『ニンゲンTV』の新たな公式サイト「NINGEN TV SHOP」も開設した。2024年5月3日、沖縄編「邂逅〜神憑きの沖縄編〜」にて、阿部やゲストの末吉が危険だと止める中、原田が検証の為に無理を押して心霊スポットへ調査をしに行き、結果、阿部や末吉への大きな負担および阿部を危険な目に合わせてしまい、この出来事から視聴者から阿部と末吉への心配とリーダーの原田への批判の意見が沢山届き、原田自身、YouTuberとして3度目の炎上を経験した。この事を受け、『ニンゲンTV』のリーダーおよび全責任者の原田は謝罪メッセージの動画を投稿し、『ニンゲンTV』の活動を一時休止することを発表した。2024年5月7日、『ニンゲンTV』の活動を再開した。2024年7月、木村が加入。2024年12月5日、『ニンゲンTV』の2回目のイベント「ニンゲンTV 心霊感謝祭in大阪 ～supported byクマガイ電工～」が2025年1月9日に大阪のYES THEATERで開催する事を発表した。2024年12月6日、「ニンゲンTV 心霊感謝祭in大阪 ～supported byクマガイ電工～」のチケットの販売を開始した。
2025年1月9日、「ニンゲンTV 心霊感謝祭in大阪 ～supported byクマガイ電工～」を大阪のYES THEATERで開催し、ゲストに松原タニシが出演した。また、松原が『ニンゲンTV』のイベントとしては初のゲストとなった。2025年4月、倉田が加入。2025年8月、『ニンゲンTV』の総再生回数が1億回に到達。

### メンバー
現在のメンバーは男性10人、女性3人の計13人。リーダーは原田龍二。副リーダーは天野雄太。主に日本全国各地の心霊スポットへ赴き、13人のメンバーで協力し合い、映像に幽霊を収める事を目的としているゴーストハンターチーム（心霊系YouTuberグループ）である。

### 原田龍二
- 『リーダー』
  - 初期（2020年5月）の4人のメンバーの1人。1970年10月26日（54歳）生まれ[195]。東京都出身。男性。俳優、YouTuber。聖学院大学中退。既婚。子供がいる（1男1女）。剣道と空手の経験者でもある[135]。リーダーとして『ニンゲンTV』メンバーを引っ張っている。主に検証を担当。霊感は無かったが、色々な心霊スポットでの1人検証をしていく内に途中から霊体験をするようになった[196]。普段は「株式会社ブロー」に所属する俳優として活動している[195]。

### 天野雄太
- 『副リーダー・プロデューサー』
  - 初期（2020年5月）の4人のメンバーの1人。1981年9月30日（43歳）生まれ。男性。プロデューサー[197]、YouTuber[198]。既婚。子供がいる[201]。『ニンゲンTV』の副リーダー。主にカメラマン、検証を担当。愛称は「スーパーアマノマン」[199]。強い憑依体質のため、心霊スポットでの1人検証も原田と共に多く担当している[197][196]。また、霊の気配が分かったり、霊の声を聞いてしまったりと阿部、倉田、森に次ぐ霊感も持っている[202] [203]。『ニンゲンTV』の「フェイクドキュメンタリー」シリーズの監督でもある[204]。普段は「株式会社イースト・ファクトリー」に勤めており、プロデューサーとして活動している[197]。趣味は洋服が好きで、色々な古着屋に行っている。個人のYouTubeチャンネル『古着監督の服バカRIOT』を持っている[198]。

### 森卓一
- 『マネージャー』
  - 初期（2020年5月）の4人のメンバーの1人。1963年生まれ。62歳[205]。鹿児島県出身。男性。「株式会社ブロー」社長。青山学院大学卒業。最年長メンバー。愛称は「森ママ」[206]。マネージャーとして『ニンゲンTV』メンバーをサポートしている[207][196]。主に照明係、検証を担当。阿部、倉田の次に霊感が強く、霊の気配が分かったり、霊の声が聞こえる、霊体を白い影で見てしまう事などが多い[208][202][209]。メンバーの中ではいじられキャラでもある[210]。普段は「株式会社ブロー」で社長を務めている。原田とは旧知の仲で、原田の芸能界デビューをプロデュースし、現在もマネージャーをしている[205]。

### 小山智憲
- 『ディレクター』
  - 初期（2020年5月）の4人のメンバーの1人。45歳[196]。男性。ディレクター。主にカメラマン担当。実家はお寺を運営している[211]。

### 石井博貴
- 『アシスタントディレクター』
  - SEASON0:東京編2（2021年5月）から加入した5人目のメンバー[160]。30歳。男性。AD。主に編集、心霊スポット巡りのスケジュール管理、照明係をしている[212][196]。憑依体質で何回か霊に憑依される体験をしている[213]。普段は「株式会社イースト・ファクトリー」に勤めており、ADとして活動している[212]。

### 阿部吉宏
- 『降魔師』
  - SEASON1:山形編1「心霊ツアーin山形」（2021年8月）から加入した6人目のメンバー。 1978年12月21日（46歳）生まれ[196]。山形県出身。男性。抜刀道家（阿部派一刀流 宗家）[217]、YouTuber[216]。独身。武名は一刀斎[214]。霊・自然霊・悪鬼羅刹などの「目に見えない存在への専門家」としてメンバーに加入した。主に『ニンゲンTV』メンバー全員を目に見えない存在から守る護衛を担当。父方の実家は霊能力の才能がある子供が生まれると、その子に霊能力を使いこなす修行をさせる家系で[218]、阿部の霊能力の師匠は父方の親戚の女性である。母方の家系はアイヌのルーツを持ち、阿部自身のアイヌ名は「イメル」（アイヌ語で雷・光の意味）[219][220]。両親は霊能力は無く、薬剤師だった。兄が1人いる[221]。阿部自身、霊能力の才能があったため、霊能力者であった父方の親戚の女性の所で1歳半から修行を開始した[222]。[223]。一時期東南アジアに住んでいたことがある[224]。居合道や抜刀道の日本全国大会で優勝するなどの実績を持つ[225]。普段は抜刀道場「阿部派一刀流」を運営しており[215][217][226]、秋保神社で抜刀神事[100]や居合神社で奉納演武も定期的に行っている[227][228]。霊障に悩む人からの相談にも乗っている[229]。自身は超貧乏と語り、仕事で移動するのに使っているのは30万円程の軽自動車で、服も貰い物が多いと明かしている[230]。神道の神である建御名方神を信仰している[231]。心臓病を患っている為、滝行ができないと話している[232]。今まで30回ほど転職しており、さまざまな職場を経験している[233]。個人のYouTubeチャンネル『ABE FACTION SABER WAY』を持っている[216]。

### 渡部フランケン
- 『ディレクター』
  - SEASON2:東京編8（2023年3月）から加入した7人目のメンバー。男性。ディレクター。愛称は「フランケン」。主にカメラマン担当[165][166]。

### 新田
- 『アシスタントディレクター』
  - SEASON3:新潟編「最恐心霊旅・死戦新潟編」（2023年9月）から加入した8人目のメンバー。男性。AD。主にカメラマン担当[178]。

### 超時空さをぴ
- 『検証員』
  - SEASON3:東京編10・埼玉編4「新メンバーオーディション編」（2023年10月）から加入した9人目のメンバー。1997年8月13日（28歳）生まれ。埼玉県出身[235]。女性。お笑い芸人、YouTuber[236]。独身。法政大学卒業。本名は山本早織。TWIN PLANET所属[234]。主に検証を担当。『ニンゲンTV』女性新メンバーオーディションの一次審査を通過し、滝行や心霊スポット探索に参加した[181]その後、最終審査にも合格し、メンバーに加わった[182]。また、個人のYouTubeチャンネル『超時空SAWOPI【オールWAYず吉丸】』を持っている[236]。普段はTWIN PLANETでお笑い芸人として活動。相方のかいぴと共にお笑いコンビ「超時空さをぴかいぴ」を結成している[235]。

### 澄田綾乃
- 『検証員』
  - SEASON3:東京編10・埼玉編4「新メンバーオーディション編」（2023年10月）から加入した10人目のメンバー。1999年2月26日（26歳）生まれ。山口県周南市出身。女性。グラビアアイドル。独身。オスカープロモーション所属。最年少メンバー。主に検証を担当。『ニンゲンTV』女性新メンバーオーディションの一次審査を通過し、滝行や心霊スポット探索に参加した[181]。その後、最終審査にも合格し、メンバーに加わった[182]。普段はオスカープロモーションでグラビアアイドルとして活動をしている[238]。

### Iroha
- 『検証員』
  - SEASON3:東京編10・埼玉編4「新メンバーオーディション編」（2023年10月）から加入した11人目のメンバー。1995年6月20日（30歳）生まれ。韓国出身。女性。俳優、タレント。独身。本名は彩蓮（チェヨン）[239]。主に検証を担当。『ニンゲンTV』女性新メンバーオーディションの一次審査を通過し、滝行や心霊スポット探索に参加した[181]。その後、最終審査にも合格し、メンバーに加わった[182]。

### 木村
- 『アシスタントディレクター』
  - SEASON4:静岡編3（2024年7月）から加入し、SEASON4:栃木編3（2025年4月）まで旅に同行した12人目のメンバー[240]。主にカメラマン担当。男性。AD。愛称は「フレッシュ木村」[241][190]。天野や石井と同じく憑依体質である[242]。

### 倉田
- 『アシスタントディレクター』
  - SEASON4:栃木編3（2025年4月）から加入した13人目のメンバー。三重県出身。男性。AD。大阪府にある大学を卒業している。主にカメラマン担当。普段は「株式会社イースト・ファクトリー」に勤めており、ADとして活動している[243]。愛称は「ガルバ」[244]。天野と同じイースト・ファクトリーに入社したが、入社2日目で『ニンゲンTV』メンバーに加入させられており、そのまま心霊スポット巡りのロケに参加することになってしまった[245]。そこから僅か3回の心霊ロケ参加でみるみるうちに霊感が強くなり、とうとう山口編で霊能力に目覚めてしまった。阿部の次に霊感が強く、霊の姿がハッキリ視えたり、会話もある程度可能な程の霊能力を持つ[246]。母方の一族の家系図を辿ると尼僧が2人いることが判明している[247]。

### サブメンバー
一時的に加入、または定期的に行われる企画にのみ参加するメンバー。
- 原田愛
  - 1973年6月16日（52歳）生まれ[248]。神奈川県出身。女性。タレント、ブロガー。原田龍二の妻で本名は平井愛（旧姓：鎌江）。1男1女の母親。原田龍二の自宅での撮影の際は毎回『ニンゲンTV』に出演している[249]。普段はタレント、ブロガーとして活動している[27]。元俳優。
- カツオ
  - 『ニンゲンTV』の心霊系シリーズが開始される前までいたサブメンバーで、『ニンゲンTV』の構成作家をしていた。完全裏方だったため、『ニンゲンTV』の動画に出演したことはない[250]。
- 中嶋良
  - SEASON1:宮城編1「東北心霊ツアー」で『ニンゲンTV』に一時的に加入。男性。原田らと共に心霊スポットを巡った。途中、阿部の車が釘を踏みパンクするトラブルにあった際は、すぐに車の異変に気がついたり、タイヤの交換をすぐに行うなど、『ニンゲンTV』メンバーを助けた。道場師範代でもある[251]。
- 本多
  - 『ニンゲンTV』の商品開発の担当をしている。女性[252]。
- 宮田
  - SEASON2:徳島編・香川編「最恐心霊旅・四国レイライン編」で『ニンゲンTV』に一時的に加入。男性。ドライバーを担当しつつ、心霊検証にも参加した[253]。
- ノガワ
  - SEASON3:広島編「目覚めの広島編」で『ニンゲンTV』に一時的に加入。男性。ドライバーを担当した[254]。
- 上原
  - SEASON3:沖縄編「邂逅〜神憑きの沖縄編〜」で『ニンゲンTV』に一時的に加入。男性。ドライバーを担当。霊能力者でもある[255]。
- 藤原
  - SEASON4:和歌山編2・大阪編・京都編3「刎頚の交わり編」で『ニンゲンTV』に一時的に加入。男性。ドライバーを担当。過去に心霊体験をした事がある[256]。

### スポンサー
- 山本漢方製薬[204]
  - 山本整[204]
  - 小久保[204]
- クマガイ電工株式会社[192]

### ゲスト
過去に『ニンゲンTV』へ出演した「霊感・霊能力」を持つゲスト。山口、池田、かおり、せいじ、角、Kマロは心霊スポット巡りに同行。薫明はパワースポット巡りに同行。はやとも、三木、大赤見、女性宮司、LOVE ME DOはトーク回に出演。末吉はトーク回に出演および心霊スポット巡りに同行、岡本はトーク&UFOの現場検証に同行、Kはトーク回に声のみで出演している。
- 山口彩[257]
- 橋本薫明[258]
- 池田武央[259]
- かおり（Mtv）[260]
- シークエンスはやとも[261]
- 千原せいじ[262]
- 角由紀子[262]
- 三木大雲[263]
- 大赤見ノヴ[264]
- 和歌山県のとある神社の女性宮司[265]
- 末吉[266]
- LOVE ME DO[267]
- 岡本雅之[268]
- Kマロ（デンジャーパトロール）[269]
- K[270]

### 案件
過去にニンゲンTVが案件動画を出した企業。
- nosh[271]
- メンズエミナル[272]
- クマガイ電工株式会社[273]
- 山本漢方製薬[274]
- カーネクスト[275]

### イベント
- 「原⽥⿓⼆のニンゲンTV ファン感謝祭」
  - 日程：2023年7月30日、場所：池袋HUMAXシネマズ[174][176]
- 「ニンゲンTV 心霊感謝祭in大阪 ～supported byクマガイ電工～」
  - 日程：2025年1月9日、場所：YES THEATER、ゲスト：松原タニシ[192]

### 原田龍二のリモート風呂シリーズ
初期のシリーズ。YouTubeチャンネル『原田龍二の湯〜チューブ！』時代にやっていた企画。本当は全国の温泉を巡る旅をする企画のはずだったが、コロナウイルス感染拡大の影響で断念。苦肉の策で考えた企画で、コラボ相手とリモート入浴をしながらトークをしていくシリーズである。後の心霊系チャンネルにリニューアルするまで続いた。

### 原田龍二の「ひとり湯」シリーズ
2020年12月から一定期間投稿されていたシリーズ。原田がお風呂に入りながら1人語りをする。

### 最恐心霊旅シリーズ
2021年4月からスタートした「原田龍二のホラー・心霊」シリーズ。2021年8月にシリーズ名が「最恐心霊旅」になった。原田を中心に『ニンゲンTV』のメンバー全員で心霊スポットを探索・検証する。また、パワースポット巡りの回や旅先でのトークの回もある。記載されている場所は『ニンゲンTV』のチャンネル内で巡った箇所（コラボ相手のチャンネルで巡った箇所は省略）。2025年8月時点で、47都道府県の内、33ヶ所（北海道地方、東北地方4、関東地方7、中部地方5、近畿地方7、四国地方3、中国地方3、九州地方2、沖縄地方）を巡っている。
- SEASON0
  - 東京編1（歌舞伎町1）
    - ニンゲンTVメンバー・原田、天野、森、小山[159]。

  - 東京編2（ラブホテル）
    - ニンゲンTVメンバー・原田、天野、森、小山、石井[278]

  - 埼玉編1（侍トンネル、第二の富士樹海、とある川近辺）
    - ニンゲンTVメンバー・原田、天野、森、小山、石井[279]

  - 東京編3（御岳山、旧吹上トンネル、旧小峰トンネル）
    - ニンゲンTVメンバー・原田、天野、森、小山、石井[258]

  - 東京編4（岩淵水門、江北橋）
    - ニンゲンTVメンバー・原田、天野、森、小山、石井[280]

  - 高知編（岩本寺、五台山展望台、杉の大スギ）
    - ニンゲンTVメンバー・原田、森[281]

  - 東京編5（鈴ヶ森刑場）
    - ニンゲンTVメンバー・原田、天野、森、小山、石井[282]
- SEASON1
  - 山形編1「心霊ツアーin山形」（梅ヶ枝清水・阿部派一刀流抜刀道場、旧関山トンネル、ジャガラモガラ、西蔵王、滝不動、山元隧道、神の湯）
    - ニンゲンTVメンバー・原田、天野、森、小山、石井、阿部[161]

  - 千葉編1（廃ホテル）
    - ニンゲンTVメンバー・原田、天野、森、小山、石井[283]

  - 静岡編1（玄岳ドライブイン、二岡神社）
    - ニンゲンTVメンバー・原田、天野、森、小山、石井[284]

  - 宮城編1「東北心霊ツアー」（阿部派一刀流抜刀道場、秋保神社、釜房ダム、八木山橋、仙台藩刑場跡、旧品井沼トンネル、乙女の祈り、政宗公を祀る神社、ホテルニュー鳴子、神の湯）
    - ニンゲンTVメンバー・原田、天野、森、小山、石井、阿部、中嶋[285]

  - 埼玉編2「関東心霊シリーズ」（原田宅、大洞川吊り橋、羽生蛇村、暗夜-幽霊屋敷）
    - ニンゲンTVメンバー・原田、天野、森、小山、石井、阿部[286]

  - 静岡編2（旧天城トンネル、下田富士屋ホテル）
    - ニンゲンTVメンバー・原田、天野、森、小山、石井、阿部[287]

  - 兵庫編1・奈良編「関西最恐心霊旅」（鮎屋の滝・旅館、メリーさんの館、しおき場、須磨駅、とある霊能者のマンション・喫茶店、伊弉諾神宮、天理ダム、白高大神）
    - ニンゲンTVメンバー・原田、天野、森、小山、石井、阿部[288]

  - 茨城編「茨城心霊旅」（御岩神社、詐欺寺、月居トンネル、佐白山、國王神社）
    - ニンゲンTVメンバー・原田、天野、森、小山、石井、阿部[289]

  - 愛知編1・岐阜編1「最恐心霊旅・東海編」（休憩所、旧本坂トンネル、首狩神社、古虎渓ハウス、犬山天狗神社）
    - ニンゲンTVメンバー・原田、天野、森、小山、石井、阿部[290]

  - 岩手編「最恐心霊旅・岩手編」（正法寺、見分森公園、とある学生寮）
    - ニンゲンTVメンバー・原田、天野、森、小山、石井、阿部[291]

  - 神奈川編（観音崎公園、燈明堂、旧長瀬トンネル）
    - ニンゲンTVメンバー・原田、天野、森、小山、石井、阿部[292]

  - 北海道編「最恐心霊旅・北海道編」（居酒屋、飲食店・ サツゲキシアター4、平和の滝、伏見稲荷神社、高砂駅、神居古潭、炭鉱の朽ち果てた独身寮、幌内炭鉱・青い屋根の家）
    - ニンゲンTVメンバー・原田、天野、森、小山、石井、阿部[293]

  - 東京編6（奥多摩ロープウェイ）
    - ニンゲンTVメンバー・原田、天野、森、小山、石井、阿部[294]
- SEASON2
  - 山形編2「最恐心霊旅・山形編 NEXT LEVEL」（高禅寺、吉野家、廃ラブホテル、高館山展望台、旧油戸トンネル、白山島、南岳寺、死を招く家、垂水遺跡、西蔵王宿舎）
    - ニンゲンTVメンバー・原田、天野、森、小山、石井、阿部[295]

  - 東京編7（八王子道了堂跡、大和田刑場）
    - ニンゲンTVメンバー・原田、天野、森、小山、石井、阿部[296]

  - 京都編1・福井編1「全国最恐心霊旅・京都編」（蓮久寺、錦市場、清滝トンネル、保津狭 落合橋・赤橋トンネル、モーテルサンリバー、首塚大明神、とある吊り橋、出雲大神宮、保津川、永谷集落、廃ラブホテル）
    - ニンゲンTVメンバー・原田、天野、森、小山、石井、阿部[297]

  - 埼玉編3（白岩集落）
    - ニンゲンTVメンバー・原田、天野、森、小山、石井、阿部[298]

  - 栃木編1（うつのみや幸楽、古墳跡地の民家、巨大廃ホテル）
    - ニンゲンTVメンバー・原田、天野、森、小山、石井、阿部[299]

  - 三重編・愛知編2「最恐心霊旅・東海編 NEXT LEVEL」（伊勢神宮外宮・内宮、平家六代の墓、白頭山荘、鱒池亭、野間大坊、旧伊勢神トンネル、とある山奥にある廃旅館）
    - ニンゲンTVメンバー・原田、天野、森、小山、石井、阿部[300]

  - 東京編8（ヨコザワ・プロダクション）
    - ニンゲンTVメンバー・原田、天野、森、小山、石井、阿部、渡部[301]

  - 栃木編2（旧野木病院）
    - ニンゲンTVメンバー・原田、天野、森、小山、石井、阿部、渡部[165]

  - 徳島編・香川編「最恐心霊旅・四国レイライン編」（剣山、八倉比売神社・旧一宮火葬場、木屋平村立三ツ木小学校、知行寺稲荷大権現、喝破道場）
    - ニンゲンTVメンバー・原田、天野、森、小山、石井、阿部、渡部、宮田[302]

  - 千葉編2（暗夜-幽霊屋敷）
    - ニンゲンTVメンバー・原田、天野、森、小山、石井、阿部、渡部[303]

  - 福井編2・滋賀編「最恐心霊旅・近畿五芒星編」（若狭神宮寺・常神社・御神島、若狭姫神社・若狭彦神社、某廃ホテル、旅館、三之宮神社・伊吹山、入谷集落、山村の廃集落、旧佐和山トンネル）
    - ニンゲンTVメンバー・原田、天野、森、小山、石井、阿部、渡部[304]
- SEASON3
  - 兵庫編2・京都編2「最恐心霊旅・鬼哭兵庫編」（福崎町、山の牧場、吉祥苑、元伊勢内宮皇大神社）
    - ニンゲンTVメンバー・原田、天野、森、小山、石井、阿部、渡部[305]

  - 新潟編1「最恐心霊旅・死戦新潟編」（古着屋mushroom、廃ラブホテル、ブラックハウス、七面大天女岩屋、新潟ロシア村、リゾートイン長岡）
    - ニンゲンTVメンバー・原田、天野、森、石井、阿部、渡部、新田[306]

  - 東京編9（歌舞伎町2）
    - ニンゲンTVメンバー・原田、天野、森、小山、石井、阿部、渡部、新田[307]

  - 東京編10・埼玉編4「新メンバーオーディション編」（天光寺、栗山集落）
    - ニンゲンTVメンバー・原田、天野、森、小山、石井、阿部、渡部、新田、さをぴ、澄田、Iroha[308]

  - 和歌山編1「和歌山 誘う罠編」（倉谷温泉跡、飯盛山荘、淡嶋神社、とある神社、和歌山某所 廃ホテル1）
    - ニンゲンTVメンバー・原田、天野、森、小山、石井、阿部、渡部、新田、さをぴ[184]

  - 宮城編2・青森編「境域の東北編」（とある廃山荘、三戸トンネル、少彦名神社、ホテルエンドレス2、野内病院、仙台の廃ホテル・阿部派一刀流抜刀道場）
    - ニンゲンTVメンバー・原田、天野、森、小山、石井、阿部、渡部、新田、澄田[309]

  - 広島編「目覚めの広島編」（お好み焼き 日和、マディソン郡の橋、魚切ダム周辺、魚切ダム、魔女の館、大聖院、二河峡渓谷）
    - ニンゲンTVメンバー・原田、天野、森、阿部、渡部、新田、Iroha、ノガワ[310]

  - 沖縄編「邂逅〜神憑きの沖縄編〜」（飲食店、末吉宅、浜比嘉島のノロ墓、御嶽、斎場御嶽、久高島、廃ラブホテル、レキオリゾートホテル、SSS、真のSSS）
    - ニンゲンTVメンバー・原田、天野、森、小山、阿部、新田、上原[266]

  - 東京編11（東京媽祖廟・新宿占いラッキーキャット、宇宙村）
    - ニンゲンTVメンバー・原田、天野、森、渡部、新田、さをぴ[311]

  - 東京編12（とある倉庫）
    - ニンゲンTVメンバー・原田、天野、小山、新田[312]

  - 岐阜編2「不撓の心霊探求編」（祟られた倉庫、二股トンネル、とある廃ホテル、ゴーストパーク）
    - ニンゲンTVメンバー・原田、天野、森、小山、阿部、新田[313]
- SEASON4
  - 静岡編3（とある研究所、廃病院・ハサミ石神社、ホテル浜山、青い鳥、廃ホテル）
    - ニンゲンTVメンバー・原田、天野、森、小山、阿部、木村[314]

  - 静岡編4（三嶋大社、古着屋 JACO、廃ホテル、青木ヶ原・竜宮洞穴）
    - ニンゲンTVメンバー・原田、天野、森、小山、阿部、渡部、木村[315]

  - 岡山編「岡山 神降ろしの禁域編」（飲食店・両山寺、血洗の滝、ホテル乃利武、廃ホテル）
    - ニンゲンTVメンバー・原田、天野、森、渡部、澄田、木村[316]

  - 新潟編2「新潟編 next level 死線のその先へ」（リゾートイン長岡2、廃ホテル・寺院別館・廃ホテル、ホテルすずきヶ池、首吊りペンション、千年鮭 きっかわ・井筒屋・大悲山 観音寺・焔魔堂、某温泉街廃ホテル）
    - ニンゲンTVメンバー・原田、天野、森、阿部、渡部、さをぴ、木村[317]

  - 福岡編「禁忌への侵入編」（西鉄久留米駅・とある橋・ガスト、廃ホテル、事故物件、南蔵院、犬鳴村、ホテルY、忘れ去られた名も無きコテージ）
    - ニンゲンTVメンバー・原田、天野、森、阿部、渡部、新田[318]

  - 和歌山編2・大阪編・京都編3「刎頚の交わり編」（休憩所、和歌山某所 廃ホテル2、朽ち果てた海辺の廃旅館、住吉大社、松原タニシの事故物件）
    - ニンゲンTVメンバー・原田、天野、森、阿部、渡部[319]

  - 鹿児島編「開けてはならぬ扉」（天文館 ラーメン専門こむらさき、チェスト連合・肉のハッピー・亀乃湯温泉・川畑輝雄の家、廃モーテル、枕崎なぎさ温泉、開聞トンネル、鹿児島 ガス爆発の家）
    - ニンゲンTVメンバー・原田、天野、森、阿部、渡部、澄田、木村[320]

  - 栃木編3「邂逅と訣別編」（休憩所、廃旅館、ラーメン屋、廃プール、廃病院、定食屋・鞍掛山神社、廃ホテル）
    - ニンゲンTVメンバー・原田、天野、森、阿部、木村、倉田[321]

  - 埼玉編5・群馬編「旅人終焉録」（休憩所、とある庭、某廃ホテル、廃ホテル群、廃ホテル、秩父湖）
    - ニンゲンTVメンバー・原田、天野、森、阿部、渡部、さをぴ、倉田[322]
- SEASON5
  - 山口編「蛇憑きの帰還と呪の覚醒編」（岩國白蛇神社・長穂村、メリーさんの家、佐波川トンネル、七つの家、廃集落、休憩所）
    - ニンゲンTVメンバー・原田、天野、森、阿部、渡部、澄田、倉田[323]

  - 北海道編2
    - ニンゲンTVメンバー・原田、天野、阿部

  - 岡山編2
    - ニンゲンTVメンバー・原田

### フェイクドキュメンタリーシリーズ
2023年5月から始まったシリーズで、心霊をテーマにしたドラマになっている。
- 三重県神島編（全7話）[324]

### ニンゲンTVメンバー出演
- 原田龍二の山形はらだくさい話（2022年8月31日、テレビユー山形）[106]
  - ニンゲンTVメンバー・原田、阿部
- オドオド×ハラハラ（2024年2月1日、フジテレビ）[185]
  - ニンゲンTVメンバー・原田、森、阿部

## 受賞歴
- ジュノン・スーパーボーイ・コンテスト準グランプリ（1990年）[18]
- 第19回日本アカデミー賞新人俳優賞（1996年）[17]

## 出演

### 映画
- 河童（1994年12月10日） - 戸田勇
- 汚い奴（1995年8月12日） - 主演・高須五郎（元プロボクサー）
- 日本一短い「母」への手紙（1995年11月23日） - 真紀宏
- 極道の妻たち 危険な賭け（1996年6月1日） - 村木新（静尾の弟）
- KISS ME（1996年6月8日）
- 不法滞在（1996年8月10日）
- わが心の銀河鉄道 宮沢賢治物語（1996年10月19日） - 宮沢清六
- 新・極道渡世の素敵な面々〜女になった覚えはねぇ（1998年11月7日） - 主演・坂井弘
- 時雨の記（1998年11月14日） - 壬生浩二
- 日本極道史 野望の軍団（1999年1月16日） - 主演・浦上龍二
- オサムの朝（1999年7月31日） - 金村
- 新選組（2000年1月15日） - 沖田総司
- クロスファイア（2000年6月10日） - 寺町東署刑事 牧原康明
- 女侠 夜叉の舞い（2000年7月22日） - リュウ・イエミン
- ホタル（2001年5月27日） - 鉄男
- かあちゃん（2001年11月10日） - 勇吉
- ナースのお仕事 ザ・ムービー（2002年5月11日） - 沖田総一郎
- 修羅のみち 6 -12（2003年4月26日 - 2005年5月13日） - 主演・ 関東共住会大神組三代目組長 大神竜馬（元 フランス外人部隊 軍曹）
- 跋扈妖怪伝 牙吉（2004年2月7日） - 主演・牙吉（人狼）
  - 跋扈妖怪伝 牙吉 第二部（2004年） - 主演・牙吉（人狼）
- IZO（2004年8月21日）
- 近江聖人 中江藤樹（2005年）- 中江藤樹
- 大奥（2006年12月23日） - 坪内能登守定鑑
- 相棒（2008年・2010年・2013年） - 陣川公平
  - 相棒 -劇場版- 絶体絶命! 42.195km 東京ビッグシティマラソン（2008年5月1日）
  - 相棒 -劇場版II- 警視庁占拠! 特命係の一番長い夜（2010年12月23日）
  - 相棒シリーズ X DAY（2013年3月23日）
- TWILIGHT FILE VI「Wednesday 〜アナザーワールド〜」（2009年7月公開、ミライ、脚本・監督：東真司） - 野口秀雄
- 交渉人 THE MOVIE タイムリミット高度10,000mの頭脳戦（2010年2月11日） - 長谷川実
- 報復への道（2012年12月15日公開） - 主演・新崎
- キカイダー REBOOT（2014年5月24日公開、東映） - 服部半平
- アンダーフェイス（2014年6月20日公開） - 主演・秀治（BAR経営）
- 日本やくざ抗争史 西成抗争（2014年9月6日公開） - 音松小次郎
- 武蔵 -むさし-（2019年） - 吉岡清十郎
- 夢の雫と星の花（2022年3月24日）[325]
- 終わりが始まり（2022年5月27日、トキメディアワークス）
- 太陽とボレロ（2022年6月3日、東映） - 与田清[326]
- ウラギリ（2022年8月5日、エムエフピクチャーズ）[327] - 大平部長
- 虎の流儀（2022年9月30日、ユナイテッドエンタテインメント） - 主演・車田清[328]
  -  虎の流儀 ～旅の始まりは尾張 東海死闘編～（2022年）
  -  虎の流儀 ～激突！ 燃える嵐の関門編～（2022年）
- 一月の声に歓びを刻め（2024年2月9日、東京テアトル） - 龍[329]
- てっぺんの剣（2024年11月15日〈9月27日大分先行公開〉、シンカ）[330]
- 49日の真実（2025年7月18日、エムエフピクチャーズ）[331]
- ハオト（2025年8月8日、渋谷プロダクション） - 主演・水越[332]

### テレビドラマ
- キライじゃないぜ（1992年、TBS） - 一峰真人
- 彼女の嫌いな彼女（1993年、讀賣テレビ放送・日本テレビ） - 加納司
- イエローカード（1993年、TBS） - 河合修平
- クニさんちの魔女たち（1994年、テレビ朝日） - 松川洋介
- 夢見る頃を過ぎても（1994年、TBS） - 竹本順一
- グッドラック（1996年、日本テレビ） - 高原祐二
- 流れ板七人（1997年、テレビ朝日） - 明神渡
- ナショナル劇場・パナソニック ドラマシアター（TBS）
  - 南町奉行事件帖 怒れ!求馬シリーズ（C.A.L） - 根岸求馬
    - 南町奉行事件帖 怒れ!求馬（1997年 - 1998年）
    - 南町奉行事件帖 怒れ!求馬II（1999年 - 2000年）

  - 大江戸を駈ける!（2000年 - 2001年） - 根岸求馬
  - 水戸黄門（C.A.L） - 佐々木助三郎
    - 第32部 - 第41部（2003年 - 2010年）
    - 水戸黄門 スペシャル（2015年6月29日）
- サービス（1998年、日本テレビ） - 永山幸司
- ショムニ 第8話（2000年5月、フジテレビ）- 二階堂隆
- 舞妓さんは名探偵!（1999年、テレビ朝日） - 沢木潤一郎
- 百年の物語（2000年8月、TBS） - 八代公太
- 月曜ドラマスペシャル→月曜ミステリー劇場→月曜ゴールデン→月曜名作劇場（TBS）
  - 呪いの5キャラットダイヤ（2000年8月21日） - 聖堂裕次
  - 冤罪IV（2003年6月30日） - 安藤剛志
  - 赤かぶ検事奮戦記2（2010年10月18日） - 浦上英輔
  - ヤメ刑探偵 加賀美塔子シリーズ - 田村直樹
    - ヤメ刑探偵 加賀美塔子1「復讐の歯車」（2011年6月6日）
    - ヤメ刑探偵 加賀美塔子2「ミイラは巡る」（2012年11月26日）
    - ヤメ刑探偵 加賀美塔子3「歪んだ動機」（2015年9月7日）

  - 警視庁南平班〜七人の刑事〜9（2016年7月11日） - 清水英彦
  - 釣り刑事7（2016年8月1日） - 塩田佳正
  - 信濃のコロンボ4「軽井沢追分殺人事件」（2017年4月24日） - 佐々木享（※友情出演）
  - はぐれ署長の殺人急行2「秩父SL迷宮ダイヤ」（2017年6月26日） - 霧島勇作
  - 警視庁岡部班1「倉敷殺人事件」（2017年11月27日） - 強盗犯
  - 今野敏サスペンス 警視庁東京湾臨海署〜安積班（2019年2月25日） - 村雨秋彦
- OLヴィジュアル系（2000年・2001年、テレビ朝日） - 関口隆太郎
- 忠臣蔵1/47（2001年、フジテレビ） - 片岡源五右衛門
- 利家とまつ〜加賀百万石物語〜（2002年、NHK） - 石田三成
- 怪談百物語〜愛憎〜四谷怪談（2002年、フジテレビ） - 田宮伊右衛門
- 土曜ワイド劇場（テレビ朝日）
  - 狩矢父娘シリーズ（2002年 - ） - 夏目利彦
  - 逆転報道の女シリーズ（朝日放送） - 石田翼
    - 逆転報道の女1（2012年2月18日）
    - 逆転報道の女2（2013年3月23日）
    - 逆転報道の女3（2014年4月19日）
    - 逆転報道の女4（2014年11月22日）
    - 逆転報道の女5（2016年5月14日）

  - 事件15（2012年5月12日） - 中井拓次
  - 「法医学教室の事件ファイル40」（2015年2月14日） - 宮永誠
  - 「火災調査官・紅蓮次郎15」（2015年6月6日） - 菅井光彦
  - 「再捜査刑事・片岡悠介8」（2015年8月8日） - 桜木敏彦
  - 「おとり捜査官19」（2015年9月12日） - 竹山伸治
- 大奥（2003年、フジテレビ） - 東郷克顕
- 太閤記 サルと呼ばれた男（2003年、フジテレビ） - 小栗主税
- 女と愛とミステリー 伊豆・金沢犀賀焼殺人事件（2003年7月、テレビ東京） - 横山博之
- 竜馬がゆく（2004年、テレビ東京） - 桂小五郎
- 霊感バスガイド事件簿 (2004年、テレビ朝日） - 滝川功
- 世にも奇妙な物語 秋の特別編 「不幸せをあなたに」（2004年） - 後藤晃次
- 郷土の偉人シリーズ（テレビ熊本）
  - 夢の架け橋 天草五橋の情熱をかけた男 森慈秀（2004年11月7日） - 主演・森慈秀（青年期）
  - 土地改良の詩・冨田甚平（2018年11月4日） - 主演・冨田甚平
- 相棒（テレビ朝日） - 陣川公平
  - season3 第6話（2004年12月1日）
  - season6 第2話（2007年10月31日）
  - season7 第18話（2009年3月11日）
  - season9 第5話・第9話・第17話（2010年11月24日・12月22日・2011年3月2日）
  - season10 第17話（2012年2月29日）
  - season11 第13話（2013年1月23日）
  - season12 第11話（2014年1月8日）
  - season13 第17話（2015年3月4日）
  - season14 第12話（2016年1月20日）
  - season15 第16話（2017年2月22日）[注 1]
  - season16 第11話（2018年1月10日）
  - season18 第16話（2020年2月19日）
  - season20 第4話（2021年11月3日）[333]
  - season22 第3話（2023年11月1日）[334]
- 土曜プレミアム「仕掛人・藤枝梅安」（2006年、フジテレビ） - 小杉十五郎
- 年末時代劇スペシャル・忠臣蔵 音無しの剣（2008年12月14日、テレビ朝日） - 堀部安兵衛
- メイド刑事（2009年、テレビ朝日） - 海堂俊昭
- 橋田壽賀子ドラマ となりの芝生（2009年、TBS） - 高平透
- だましゑ歌麿（テレビ朝日）
  - だましゑ歌麿（2009年） - 葛飾北斎
  - だましゑ歌麿II（2012年9月15日） - 春朗
  - だましゑ歌麿III（2013年7月27日） - 春朗
- アンタッチャブル〜事件記者・鳴海遼子〜 第4話 （2009年11月6日、朝日放送・テレビ朝日） - 菅原昭光
- インスタントラーメン発明物語 安藤百福伝（2010年3月5日、毎日放送） - 安藤百福役
- 京都地検の女 第6シリーズ 第1話（2010年10月14日、テレビ朝日） - 林峰生
- 金曜プレステージ「鬼平犯科帳スペシャル 一寸の虫」（2011年4月15日、フジテレビ） - 富田庄五郎
- 四つ葉神社ウラ稼業 失恋保険〜告らせ屋〜 第7話 （2011年5月19日、読売テレビ・日本テレビ） - 森修吾
- アスコーマーチ〜明日香工業高校物語〜 第4話 - 第6話（2011年6月5日 - 19日、テレビ朝日） - 横山敏郎
- 11文字の殺人（2011年6月10日、フジテレビ） - 金子三郎
- 松本清張ドラマスペシャル 砂の器 第一夜（2011年9月10日、テレビ朝日） - 三木彰吉
- 新・おみやさん 第1話（2012年4月12日、テレビ朝日） - 椿健一郎
- 水曜ミステリー9「特命おばさん検事! 花村絢乃の事件ファイル」シリーズ（2012年 - 2019年、テレビ東京） - 有沢達郎
  - 「特命おばさん検事! 花村絢乃の事件ファイル」（2012年12月26日）
  - 「特命おばさん検事! 花村絢乃の事件ファイル2」（2014年2月5日）
  - 「特命おばさん検事! 花村絢乃の事件ファイル3」（2014年9月3日）
  - 「特命おばさん検事! 花村絢乃の事件ファイル4」（2015年8月5日）
  - 「特命おばさん検事! 花村絢乃の事件ファイル5」（2017年1月11日）
  - 「特命おばさん検事! 花村絢乃の事件ファイル6」（2019年12月20日）
- テレビ朝日開局55周年記念番組「オリンピックの身代金」（2013年11月30日・12月1日、テレビ朝日） - 須賀勝
- 影武者 徳川家康（2014年1月2日、テレビ東京） - 柳生兵庫助
- 聖母・聖美物語（2014年3月31日 - 6月27日、東海テレビ） - 柳沢繁郎
- 新・刑事吉永誠一 最終話（2014年12月12日、テレビ東京） - 渡利洋介
- ラギッド!（2015年2月21日・28日、NHK BSプレミアム） - 深見志郎
- 天使のナイフ（2015年2月 - 3月、WOWOW） - 滝沢俊夫
- 子連れ信兵衛（2015年11月 - 12月、NHK BSプレミアム） - 沖石主殿
- 人形佐七捕物帳 第1話「羽子板娘」（2016年10月4日、BSジャパン） - 清兵衛
- 真昼の悪魔 第3話（2017年2月18日、東海テレビ） - 宮島浩介
- 残酷な観客達（2017年5月 - 7月、日本テレビ） - 畑田公介
- 潔癖クンの殺人ファイル3（2017年6月23日、BSフジ） - 東郷貴
- 正義のセ 第5話「不倫の末の殺人!? 先輩検事と突然のキス!!」（2018年5月9日、日本テレビ） - 高嶋敦史
- 役者ダマしい 第7話「整形した男」（2018年5月21日、テレビ大阪） - 酔っ払い
- 日曜プライム（テレビ朝日）
  - 検事・佐方〜恨みを刻む〜（2020年9月6日） - 鴻城伸明
- バイプレイヤーズ 〜名脇役の森の100日間〜　第5話（2021年2月5日、テレビ東京） - 原田龍二（本人）
- 探偵ロマンス（2023年1月21日、NHK） - 廻戸庄兵衛
- 僕らの食卓（2023年4月6日 - 6月8日、BS-TBS） - 上田耕司[335]
- 肝臓を奪われた妻 第4話 - 最終話（2024年4月24日 - 6月26日、日本テレビ） - 黒田修二 役[336]

### 舞台
- 里見浩太朗 特別公演「新撰組余聞　花かんざし」（2005年7月3日 - 31日、明治座）※初舞台　勤皇の志士・新太郎役
- 水戸黄門（2007年6月29日 - 7月24日、明治座）
- 最後の忠臣蔵（2009年12月、明治座）
- 好色一代男（2011年8月6日〜21日、御園座）
- 大奥
  - 大奥（2011年10月2日 - 27日、明治座）
  - 大奥（2011年11月4日 - 27日、中日劇場）
  - 大奥第一章（2012年9月28 - 11月25日）全国19カ所上演
  - 大奥第一章（2013年6月、大阪松竹座・7月、博多座）
- SINSENGUMI episoude IKEDAYA（2011年11月28日、恵比寿・エコー劇場）
- 大江戸緋鳥808（2012年8月4日 - 27日、明治座）
- 水戸黄門
  - 水戸黄門（2013年3月3日 - 20日、福岡 博多座）
  - 水戸黄門（2013年3月23日 - 31日、大阪 新歌舞伎座）
- 疑惑（2014年10月4日 - 26日、南座ミステリー劇場）
- 山村美紗サスペンス　京都都大路迷宮の恋めぐり（2015年10月1日 - 18日、京都南座）
- 水谷千重子50周年記念公演「とんち尼将軍 一休ねえさん」（2019年2月22日 - 3月4日、明治座）

- スマホを落としただけなのに
  - スマホを落としただけなのに（2020年3月20日 - 4月5日、紀伊國屋サザンシアター TAKASHIMAYA）
  - スマホを落としただけなのに（2021年6月9日 - 14日、日本青年館ホール）
- よみがえる明治座東京喜劇「こちとら大奥様だぜぃ！」（2021年1月29日 - 2月14日、明治座）
- 笑う門には福来・る祭 明治座でどうな・る家康
  - 笑う門には福来・る祭 明治座でどうな・る家康（2022年12月23日 - 26日、明治座）
  - 笑う門には福来・る祭 明治座でどうな・る家康（2023年1月8日、梅田芸術劇場メインホール）
- たけし軍団40周年プロジェクト　舞台「ウスバカゲロウな男たち」（2023年3月8日 - 3月9日、シアターサンモール）日替わりゲスト
- 水戸黄門（2024年3月14日 - 22日、御園座）
- 水戸黄門（2024年11月8日 - 13日、御園座）

### Vシネマ
- ワル外伝（1998年）
- 日本極道史 仁義絶叫1（1999年1月21日） - ヤナギ（鳴門組が放ったヒットマン）
- 野望の軍団（1999年）全4作 - 主演・天龍会会長 浦上龍二
- 捜査四課対広域暴力団（2000年） - 主演・鬼島組若頭 工藤
- 麻雀飛龍伝説 天牌1（2001年）特別出演
- 角川ホラービデオ館 危険な香りの女たち編（2003年）
- 跋扈妖怪伝 牙吉 第二部（2004年） - 主演・牙吉
- 実録・東組抗争史 閻魔の微笑（2004年） - ヒットマン（東組組員）
- 修羅場の侠たち 伝説・河内十人斬り（2005年） - ヒットマン
- 実録・新選組（2006年） - 海藤直人役
- 修羅の覇道 シリーズ（2011年）全3作 - 主演・内星竜也
  - 修羅の覇道1（2011年） - 五代目眞皇会理事長 京浜一家総長→六代目眞皇会会長
  - 修羅の覇道2,完結編（2011年） - 六代目眞皇会会長
- 極道忠臣蔵（2011年） - 関東連合 本部長
- 新・首領の一族（2012年） - 竜巳組若頭 山中
- 荒らぶる侠（2013年） - 十束組 オカバヤシ ※特別出演
- 抗争の挽歌（2013年） - 主演・力石会組員 竹脇六
- 極道の姐（2014年） - サンセイ会 カキタニ ※特別出演
- 破門組（2015年）全2作 - 主演・破門組組長 佐倉恭一
- 新・日本の首領 シリーズ - 南条基次（元・安西組組員）
  - 新・日本の首領（2004年3月6日）
  - 新・日本の首領2（2004年3月7日）
  - 新・日本の首領3（2004年3月8日）
- 仁義のはらわた（2016年）全2作 - 多胡一家三代目総長 太宰久 ※友情出演
- 極道天下布武（2017年） - 越後 上村組組長 上村謙信
  - 極道天下布武 第四幕（2017年）
- レクイエム 外道の中の外道（2017年）
- 我王伝1,2,3（2018年）全3作 - 主演・二代目神代組組長 追田銀次
- 下町任侠伝 鷹1,2,3,4,5,6,7（2020年-2022年、ライツキューブ） - 主演・侠栄一家組長 鷹羽栄眞

### 旅番組
- 世界ウルルン滞在記（毎日放送）
  - 原田龍二が…インド洋に出会った（スリランカ、1995年6月4日）
  - 大草原遊牧民族の引越しに…原田龍二が出会った（モンゴル、1995年11月5日）
  - 大平原の野生動物との戦いに…原田龍二が出会った（モンゴル、1995年11月12日）
  - ニューヨークの犬たちに…原田龍二が出会った（アメリカ合衆国、1996年10月13日）
  - 100回突破スペシャル PART1（1997年5月25日）
  - 100回突破スペシャル PART2（1997年6月1日、モンゴル再会）
  - 赤道直下！マウンテンゴリラに…原田龍二が出会った（ウガンダ、1998年6月28日）
  - ラオス・三十六の瞳に…原田龍二が出会った（ラオス、1998年12月6日）
  - 2000年再会スペシャル（2000年1月9日、ラオス再会）
  - タイ・イサーンの自給自足の家族に…岡元夕紀子が出会った（2001年7月8日、スタジオ解答者として）
  - ついに見せます！裏話スペシャル（2002年10月6日）
  - 熱闘３時間！バリ島・音楽の格闘技に…原田龍二が出会った（インドネシア、2003年2月23日）
  - 10周年記念大感謝スペシャル（2005年5月20日）
  - チクショー！泣くもんか！！再会スペシャル（2005年9月25日、モンゴル再々会）
  - 何だこの番組は？と言われてはや500回！大感謝スペシャル（2006年1月8日、スタジオ解答者として）
  - 102カ国620人の旅！裏話総集編スペシャル（2007年4月1日）
  - ウルルン13年半の歴史を振り返る最終回スペシャル！！（2008年9月14日）
- 遠くへ行きたい（読売テレビ）
  - 長男（一徹:8歳）と瀬戸内旅（2011年4月10日）
  - 伊達藩を歩く 気分は江戸時代　宮城県白石〜七ヶ宿街道〜（2012年1月8日）
  - 南紀豊穣の国 吾らが故郷 -和歌山県古座川町-（2012年7月8日）
  - 瀬戸内 歴史の港町お宝探し（2013年2月10日）
  - 奈良 天空に暮らす人々（2013年5月19日）
  - 高野山の里山に生きる 和歌山県かつらぎ町〜龍神村』（2013年11月3日）
- こんなステキなにっぽんが（2011年6月12日、NHK）
- 龍ちゃん・松ちゃんぶらり探訪東海道（2011年9月17日 - 2012年10月6日、CS時代劇専門チャンネル）
- 土曜スペシャル 鹿児島〜東京!1800キロ トラック乗継ぎの旅2（2012年6月30日、TX）
- それが知りたい〜ニッポンおもしろいネ〜（BS-TBS）
  - ぶっつけ本番!ローカル線バスの旅〜初秋の北信州をゆく〜（2012年10月1日） - 三波豊和と共演
  - ぶっつけ本番!路線バスの旅〜春一番!の九州横断!（2013年3月4日） - 照英と共演
  - ぶっつけ本番!路線バスの旅〜温泉俳優♨原田龍二がゆく 魅惑の会津〜（2013年6月10日）
  - ぶっつけ本番!路線バスの旅〜温泉俳優♨原田龍二がゆく 初秋の秋田〜（前編・後編）（2013年9月23日・30日）
- 街道歩きの旅（第12弾日光例幣使街道 125キロ6日間ふれあい珍道中）（2013年10月26日、テレビ東京）
- 日本の旬を行く!路線バスの旅2時間スペシャル 八戸から日本海をめざす青森横断300キロ（2014年9月2日、BS-TBS）
  - 日本の旬を行く!路線バスの旅（2017年3月7日、8月29日、BS-TBS）
- ちょっと福岡行ってきました!（2017年 - 、TVQ九州放送）- 旅人（不定期出演）
- 原田龍二の山形はらだくさい話（2022年8月31日、テレビユー山形）[106]
- 土曜の夜は!おとななテレビ（2023年3月25日、TVQ九州放送）
- チャリキシャ！～ビワイチ編～（2024年11月16日、テレビ大阪）
- 哀川翔のオトナ倶楽部（2024年12月1日、2024年12月8日、スポーツライブ＋）
- 昼めし旅 〜あなたのご飯見せてください!〜（2025年3月24日、テレビ東京）

### 音楽番組
- ミュージックステーション（1992年 - 1996年、テレビ朝日） - 「ジャストフィット家の人々」コーナー出演。
- カラオケ大賞（2023年2月 - 、千葉テレビ放送） - MC
- 水森かおりメモリアルコンサート〜歌謡紀行〜（2024年11月28日、BS日テレ）
- 人生、歌がある（2025年1月11日、BS朝日）
- 歌謡プレミアム（2025年2月10日、BS日テレ）
- 徳光和夫の名曲にっぽん 昭和歌謡人（2025年7月25日、BSテレ東）

### ワイドショー
- 5時に夢中!（2017年1月20日、2017年4月 - 2021年3月、2025年2月28日、TOKYO MX） - 2017年1月20日と2025年2月28日はゲスト出演。4月より金曜日のMCとしてレギュラー出演
- バラいろダンディ（2021年4月 - 2024年9月、TOKYO MX） - 金曜MC

### バラエティ
- 松ごっつ（1998年、フジテレビ） - 「鬼ババのコーナー」ゲスト。
- タモリ倶楽部（2005年、テレビ朝日） - 「冬の外ロケに備えて、番組の製作費用+タモリのポケットマネーで暖房器具を買おう!」の回で出演。
- 出没!アド街ック天国（2011年2月19日、テレビ東京） - 北綾瀬の回で足立区出身であることからゲスト出演。
- ごきげんよう（2011年5月31日 - 6月2日、フジテレビ）
- なるほど!ハイスクール（2011年7月14日、NTV）
- 快傑えみちゃんねる（2011年8月26日、関西テレビ）
- VS嵐（2011年9月6日、2012年8月9日、フジテレビ）
- みてみてあだち（東京都足立区広報番組、2012年1月30日 - 2月5日、ケーブルテレビ足立111CHあだちコミュニティーチャンネル）足立区公式サイト内「動画deあだち」2月初旬から配信・北千住駅西 口前大型ビジョン「あだちシティビジョン」2月初旬頃から放映
- 美男子界（2012年6月26日、NOTTV）
- 宝探しアドベンチャー 謎解きバトルTORE!（2012年7月2日、日本テレビ）
- 粋男流儀〜遊びの美学〜（2013年2月、毎週土曜日、BSフジ）
- 開運!なんでも鑑定団（2013年3月5日、2022年8月16日、テレビ東京）
- ダウンタウンのガキの使いやあらへんで! 笑ってはいけないシリーズ（日本テレビ）
  - 絶対に笑ってはいけない科学博士24時（2016年12月31日） - 丸腰デカ
  - 絶対に笑ってはいけないアメリカンポリス24時!（2017年12月31日、日本テレビ） - 変態仮面
  - 絶対に笑ってはいけないトレジャーハンター24時!（2018年12月31日、日本テレビ） - 上島軍のメンバーの一人
- ダウンタウンのガキの使いやあらへんで!（日本テレビ、2017年5月7日、2019年5月12日、2021年11月21日）
- ダウンタウンなう（2017年2月10日、フジテレビ） - 「本音でハシゴ酒」コーナー
- 戦闘車（2017年10月6日 - 27日、Amazonプライム・ビデオ） - シーズン1に出演。
- 世界の何だコレ!?ミステリー（2018年3月14日、2018年4月4日 - 、フジテレビ）- 3月14日はスタジオゲスト。4月4日より座敷わらし調査のロケを行うシリーズして不定期にVTR出演
- ごぶごぶ（2018年3月20日、毎日放送）
- 超かわいい映像連発!どうぶつピース!!（2019年2月8日、テレビ東京）
- 週末ハッピーライフ! お江戸に恋して（2019年3月30日、TOKYO MX）
- ダウンタウンDX（日本テレビ、2019年7月18日）
- オールスター感謝祭（2019年、TBS）
- 友近・礼二の妄想トレイン (2020年8月31日、BS日テレ)
- フリースタイルティーチャー (2020年11月、テレビ朝日)
- 水曜日のダウンタウン（TBS、2021年9月22日）
- 踊る!さんま御殿!!（2021年10月26日、日本テレビ）
- 10チャンミステリー テレビ愛知社長殺人事件（2022年1月22日 、テレビ愛知） - 原田龍二 警部補[337]
- ホンマでっか!?TV(2022年3月2日、フジテレビ)
- 初耳怪談（2023年4月25日、テレビ大阪）
- オドオド×ハラハラ（2024年2月1日、フジテレビ）
- 世界が騒然！本当にあった(秘)衝撃ファイル（2024年3月4日、テレビ東京）
- 「あゝ人生に水戸黄門あり」（BS-TBS、2024年12月30日）

### ラジオ
- SOUNDS OF STORY〜ASADA JIRO LIBRARY〜 「零下の災厄」（2014年11月29日、J-WAVE）[338]
- FMシアター 「簿記の先生がうるさい」（2016年3月26日、NHK-FM）[339]
- DAYS（ニッポン放送、2019年4月3日 - 2020年9月2日） - 水曜パーソナリティ
- くにまる食堂（文化放送、2025年8月4日）

### ネット配信
- 街録ch〜あなたの人生、教えて下さい〜（2021年、YouTube）
- 10チャンミステリー テレビ愛知社長殺人事件 エピソード2 〜愛知のリベンジ〜（2022年2月5日 、vimeo） - 原田龍二 警部補
- ムー民感謝祭（2022年7月9日、YouTube） - メインMC[105]
- 死神さん2（2022年9月24日、Hulu） - 百瀬
- サイコウさんは最高です！（2024年11月22日、BUMP）
- サラリーマン山崎シゲル（2025年7月、FOD SHORT）[340]

### ミュージック・ビデオ
- 長澤知之 「ムー」 （2019年）[341]

### CM
- 江崎グリコ「アーモンドチョコ」（1992年）
- 東映太秦映画村（2006年9月16日 - 2006年12月3日）[342]
- サントリー「伊右衛門」（2012年4月17日）[343]
- 山本漢方製薬「大麦若葉」（2018年7月 - 2024年6月）[344]
- ナレッジスイート「VCRM」（2020年9月）[345]
- TikTok「ByteDance」（2021年3月 - 2021年4月）[346]
- 祐徳薬品工業 「カットバン」イメージキャラクター（2021年10月 - 2021年12月）[347][348]

### パチンコ
- ぱちんこウルトラセブン2（2018年7月2日）- キリヤマ 役[349]

### 広告
- 山梨泊まれる温泉　より道の湯「より道親善大使」（2018年4月）[350]
- 沸かし太郎（2022年7月14日 - 2022年8月13日）[351]

## ディスコグラフィ
いずれも日本フォノグラム→マーキュリー・ミュージックエンタテインメントから、CDでのリリース。

### シングル
- Good-bye My Generation（1993年3月5日 PHDL-106）[352]
- Hometown（1993年9月26日 PHDL-1012）[353]
- ずっと変わらず（1994年5月11日 PHDL-1018）[354]
- ヤングブラッズ（1995年5月25日 PHDL-1033）[355]

### アルバム
- 調和の鎖（1993年4月25日 PHCL-5003）[356]
- RUMBLE #234（1994年11月26日 PHCL-5012）[357]

## 出版

### 写真集
- 原田龍二セーターを着る（1993年9月、雄鶏社）[42]
- 光と影―原田龍二写真集（1994年6月、シンコーミュージック・エンタテイメント）[44]
- 蜜愛（2018年10月、講談社）[85]
- 情愛（2018年10月、講談社）[86]
- 純愛（2018年10月、講談社）[87]
- 渴愛（2018年10月、講談社）[88]
- 一湯入魂（2018年11月、竹書房）[89]

### 図鑑本
- ミステリ－チェイサ－原田龍二の謎のいきものＵＭＡ大図鑑（2019年7月、宝島社）[20]

### 単行本
- 精霊たちのブルース（2022年6月16日、万代宝書房）ISBN : 978-4910064673[358]